# Machimus funebris
Machimus funebris là một loài ruồi trong họ Asilidae. Machimus funebris được Theodor miêu tả năm 1980. Loài này phân bố ở vùng Cổ Bắc giới và châu Á.